# سیارک ۵۶۰۶
سیارک ۵۶۰۶ (به انگلیسی: 5606 Muramatsu، نامگذاری:1993EH) پنج هزار و ششصد و ششمین سیارک کشف شده‌است که در ۱ مارس ۱۹۹۳ کشف شد.
قدر مطلق سیارک برابر ۱۳٫۴۰ است.